# Marixa Lasso
Marixa Lasso (Florencia, Italia 2 de agosto de 1968) es una historiadora e investigadora panameña que trabaja en el Centro de Investigaciones Históricas, Antropológicas y Culturales (CIHAC) afiliado al Ministerio de Cultura de Panamá.
Es autora del libro Historias perdidas del Canal de Panamá (Erased: The Untold Story of the Panama Canal)  que recibió el premio Friedrich Katz de Historia de América Latina y el Caribe 2020 de la American Historical Association.

## Biografía
Hija de padre panameño y madre italiana, nació en 1968, mientras sus padres estudiaban en la Universidad de Florencia en Italia, llegó a Panamá cuando tenía un año. 
Estudió la primaria en el Instituto Pedagógico, donde también cursó parte de sus estudios de secundaria. Se graduó de bachiller en el Instituto Fermín Naudeau.
En 1993 obtiene su título de licenciada en Geografía e Historia de la Universidad de Panamá. Su tesis de pregrado se enfocó en la ilegalidad como sistema en Panamá en el siglo XVII. Su asesor de tesis fue el historiador panameño Alfredo Castillero Calvo.
Con una beca Fullbrigth, Marixa Lasso estudió una maestría en Historia en la Universidad de Pittsburgh, Estados Unidos.
Posteriormente realizó un doctorado en Historia de América Latina en la Universidad de la Florida, gracias a otra beca que se ganó de la misma universidad.
En su tesis de maestría estuvo dedicada a estudiar los prejuicios en los años 30 contra los emigrantes afroantillanos y chinos, un tema que en los años 90, mientras ella cursaba su maestría, no se abordaba mucho en Panamá.
Para su tesis de doctorado, decidió estudiar la participación popular en las guerras de independencia de España en Cartagena, Colombia.
En 2007, su tesis doctoral se convirtió en el libro Mitos de armonía racial: raza y republicanismos durante la era de la revolución, Colombia 1795-1831 (Myths of Harmony: Race and Republicanism during the Age of Revolution, Colombia 1795-1831), que examina las ideas políticas de los soldados afros que se unieron a los ejércitos patriotas.
En su obra plantea que para entender por qué en América Latina existe el mito de la democracia racial, hay que remontarse 100 años atrás de lo que usualmente se consideraba el origen de las ideas sobre la democracia racial. Su libro fue pionero para la región y se usa en clases en universidades de países como Estados Unidos, Colombia, Argentina y Ecuador.
En 2019 publicó su segundo libro Historias perdidas del Canal de Panamá (Erased: The Untold Story of the Panama Canal) que recibió el premio Friedrich Katz de Historia de América Latina y el Caribe 2020 de la American Historical Association.
El libro, editado por Harvard University Press, recoge la historia de los pueblos que habitaron la zona del Canal de Panamá antes de su construcción: campesinos, pequeños propietarios y comerciantes cuya forma de vida y cultura fueron borradas en su totalidad. En 2021 este libro fue traducido al español bajo el título Historias perdidas del Canal de Panamá.
Fue profesora de tiempo completo en la Universidad Estatal de California, del 2002 al 2005. Luego pasó a la Case Western Reserve University, en Cleveland, donde fue profesora de 2005 a 2014.
Decidió regresar a América Latina y ejercer como profesora de Dedicación Exclusiva en la Universidad Nacional de Colombia de 2014 al 2019. 

En 2019 regresa a Panamá y desde ese año hasta el 2023 se dedicó a la creación de un centro de investigaciones en historia, antropología y otras ramas de la cultura y la memoria.
El país no puede pensarse si no conoce su historia. Y no puede tener una historia, sino tiene suficientes historiadores y arqueólogos que la investiguen y las cuenten.
Además de ejercer como profesora en universidades en Estados Unidos y en Colombia, ha sido investigadora residente en el National Humanities Center y en el Hutchins Center de la Universidad de Harvard.  Es miembro del consejo editorial del Hispanic American Historical Review e investigadora asociada del Instituto Smithsonian de Investigaciones Tropicales.
También ha escrito artículos académicos para varios libros y revistas académicas internacionales, así como artículos de opinión para periódicos como el Washington Post, El Espectador, La Prensa y la Estrella de Panamá.

## Premios y reconocimientos
- Premio Friedrich Katz de Historia de América Latina y el Caribe de la American Historical Association, 2020, por su libro Erased: The Untold Story of the Panama Canal.[6]
- Premio William M. LeoGrande, 2020, por el libro Erased: The Untold Story of The Panama Canal, reconocido como la mejor publicación sobre las relaciones entre Estados Unidos y América Latina durante el periodo 2018-2019.[7]

- Becaria Fulbright en 1994.
- Becaria de la Wenner Gren Foundation en 2000.
- Fellow del ACLS (American Council of Learned Societies) 2013
- Fellow del National Humanities Center 2013
- Fellow en el Hutchins Center de la Universidad de Harvard, 2016.
- Investigadora Distinguida del Sistema Nacional de Investigación (SNI) de Panamá.
- Miembro del comité editorial de la Hispanic American Historical Review, 2019.

## Obras
- Historias perdidas del Canal de Panamá (Erased: The Untold Story of the Panama Canal (Harvard University Press, 2019).
- Mitos de armonía racial: raza y republicanismos durante la era de la revolución, Colombia 1795-1831 (Myths of Harmony: Race and Republicanism during the Age of Revolution, Colombia 1795-1831, (Pittsburgh University Press, 2007).
- "From Citizens to ‘Natives:’ Tropical Politics of Depopulation at the Panama Canal Zone,” in Ashley Carse, Christine Keiner, Pamela M. Henson, Marixa Lasso, Paul S. Sutter, Megan Raby, and Blake Scott, “Panama Canal Forum: From the Conquest of Nature to the Construction of New Ecologies,” Environmental History 21 (2016): 206-287.  
“A Canal without a Zone: Conflicting Representations of the Panama Canal,” Journal of Latin American Geography, Vol. 14, no 3, 2015, 157-174.
“Nationalism and Immigrant Labor in a Tropical Enclave: The West Indians of Colón City, 1850-1936,” Citizenship Studies, Vol. 17, no. 5, 2013, 551-565.
- “Race War and Nation in Caribbean Gran Colombia, Cartagena, 1810-1832,” American Historical Review, Vol. 111, no 2, 2006, 336-361. https://www.jstor.org/stable/10.1086/ahr.111.2.336